# Robu Judit
Robu Judit, született Szilágyi (Kolozsvár, 1957. február 6. –) erdélyi magyar informatikus, egyetemi oktató, Szilágyi Pál lánya, Szilágyi Tibor testvére.

## Élete
A Babeș–Bolyai Tudományegyetem informatika szakán végzett 1980-ban. 1980–1990 között a Szamos-Tisza Vízügyi Igazgatóság rendszerelemző-programozója. 1990-től egyetemi oktató, 1993-ig tanársegéd, 2008-ig adjunktus, azóta egyetemi docens. 2002-ben doktorált a linzi Johannes Kepler Egyetemen (a műszaki informatika doktora, tézisének címe: Geometry Theorem Proving in the Frame of the Theorema Project). 2011-ben tanszékvezető, 2012-től 2020-ig a kar egyik dékánhelyettese volt.

## Munkássága
Kutatási területei: mértani tételek automatikus bizonyítása, matematikai logika, operációs rendszerek.

### Könyvei
- Kádek T., Várterész M., Robu J.: Matematikai logika példatár, Kolozsvári Egyetemi Kiadó, 2010. ISBN 978-973-595-122-1
- Robu J.: Automated Geometry Theorem Proving. Solutions using the Theorema System, Cluj University Press, 2007. ISBN 978-973-610-637-8
- Kása Z., Robu J., Varga I.: Barátkozzunk a számítógéppel, Stúdium Kiadó, Kolozsvár, 1996. ISBN 973-97484-8-1
- Társszerző: Programare Pascal. Programe Ilustrative. Probleme propuse pentru elevi si studenti, Editura Promedia-Plus, Kolozsvár, 1995. ISBN 973-96862-1-4

### Szakcikkei (válogatás)
- B. Buchberger, A. Crăciun, T. Jebelean, L. Kovács, T. Kutsia, K. Nakagawa, F. Piroi, N. Popov, J. Robu, M. Rosenkranz, W. Windsteiger; Theorema - Towards Computer-Aided Mathematical Theory Exploration. Journal of Applied Logic, Vol. 4, Issue 4, 2006. pp. 470–504.
- J. Robu, D. Tepeneu, T. Ida, H. Takahashi, B. Buchberger: Computational Origami Construction of a Regular Heptagon with Automated Proof of its Correctness. In: Proceedings of ADG 2004, H.Hong and D. Wang (eds.), Springer Lecture Notes in Artificial Intelligence 3763, pp. 19–33, 2006.
- T. Ida, D. Tepeneu, B. Buchberger, J. Robu: Proving and Constraint Solving in Computational Origami. In: Proceedings of AISC 2004, B. Buchberger and John Campbell (eds.), Springer Lecture Notes in Artificial Intelligence 3249, pp. 132–142. 2004.
- B. Buchberger, T. Jebelean, W. Windsteiger, T. Kutsia, K. Nakagawa, J. Robu, F. Piroi, A. Crăciun, N. Popov, G. Kusper, M. Rosenkranz, L. Kovacs, C. Kocsis: THEOREMA: Proving, Solving, and Computing in the Theory of Hilbert Spaces. In: Special Research Program (SFB) F 013, Numerical and Symbolic Scientific Computing, Proposal for Continuation, Part II: Proposal, P. Paule, U. Langer (ed.), pp. 58–73. October 2003. Johannes Kepler University Linz, Austria.
- Robu Judit: An Explicit Proof of the Fundamental Theorem of Algebra in the Elementary Theory of Real Numbers, Pure and Applied Math. PU.M.A. Vol. 9(1998), No. 1-2, pp. 171–179.